# 사티로스 (그리스)
사티로스(Satyros, 생몰년 불명)는 기원전 4세기 그리스의 건축가이다. 역사가 대 플리니우스에 의하면 프리에네의 피티우스와 함께 할리카르나소스의 마우솔레움 건설을 감독한 것으로 추정된다.:68